# Alessio Bertolotti

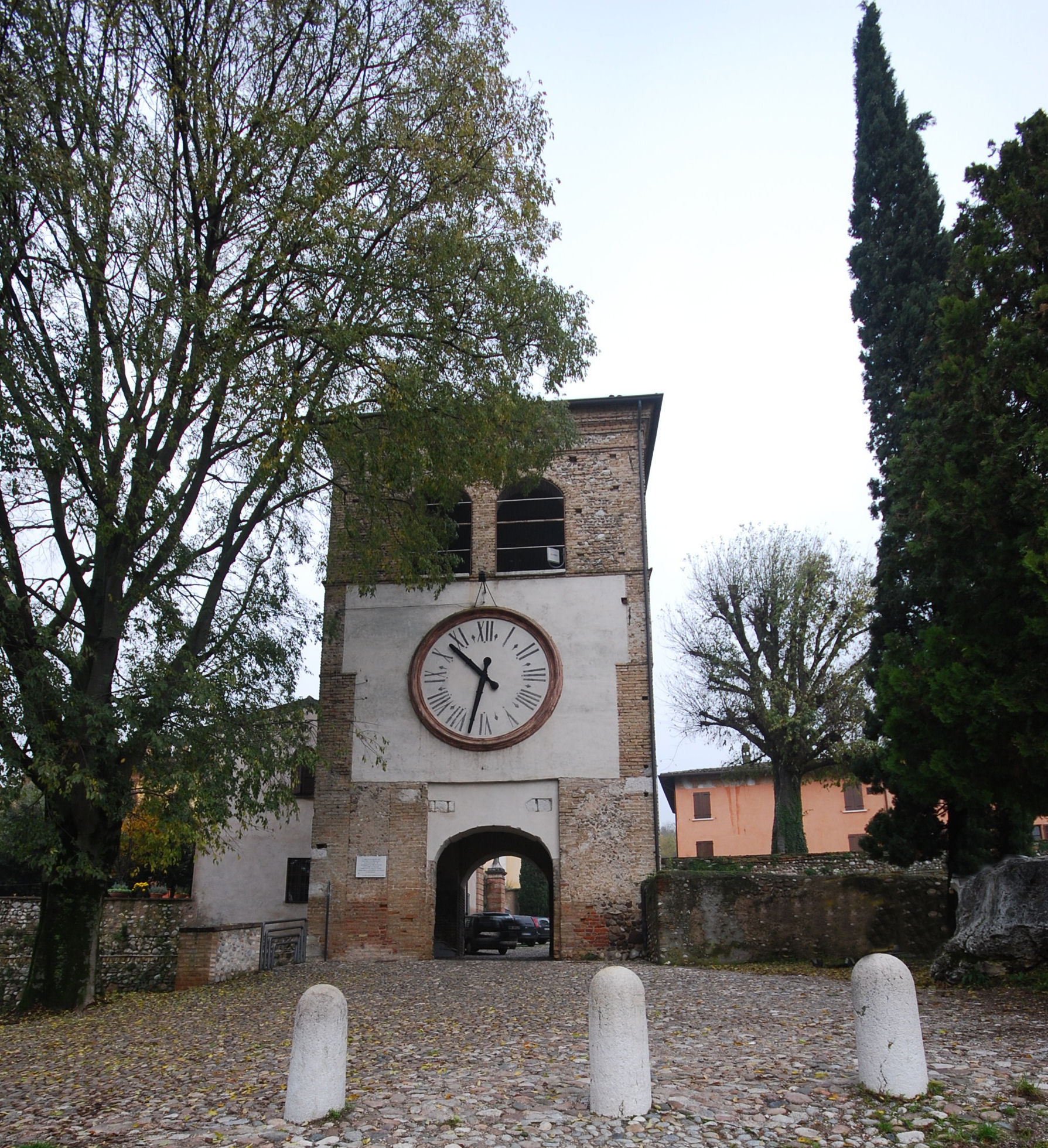
Torre del castello di Castiglione.

Alessio Bertolotti (... – Reggiolo, 8 settembre 1597) è stato un militare italiano al servizio dei Gonzaga di Castiglione.

## Biografia
Fu uomo d'armi inizialmente al servizio del marchese Rodolfo Gonzaga di Castiglione. Dopo l'assassinio di quest'ultimo, avvenuto a Castel Goffredo il 3 gennaio 1593, Bertolotti cercò di spadroneggiare nel paese e si dimostrò vicino al duca di Mantova Vincenzo I Gonzaga, che aveva mire di successione sulla fortezza di Castel Goffredo. Egli assunse anche l'incarico di assicurare alla giustizia i sicari di Alfonso Gonzaga, assassinato a Gambaredolo il 7 maggio 1592, su ordine di Rodolfo Gonzaga. Alessio partecipò alla congiura ordita dal duca di Mantova, con l'appoggio del parente Prospero Gonzaga, per fare sopprimere a Castiglione lo scomodo consigliere dei marchesi di Castiglione Sallustio Petrocini.
Bertolotti passò quindi alle dipendenze del terzo marchese di Castiglione Francesco Gonzaga, col quale vi furono subito dei dissidi. Nell'estate del 1594 Bertolotti, mentre si recava a Solferino assieme al fratello Giovanni per accompagnare il marchese Francesco, scampò ad una imboscata, forse ordita dal signore stesso, per sopprimerlo. Capeggiò una sommossa popolare contro Francesco, schierando alcuni uomini armati che impedirono  l'accesso al castello di Castiglione, ma il marchese oppose resistenza; Bertolotti fu costretto a ritirarsi in Carpenedolo e in attesa della sua cattura, venne ordinato l'abbattimento della sua casa. Le angherie verso il popolo castiglionese proseguirono e alla fine del 1594 Bertolotti organizzò un piano, con quindici uomini armati, per sopprimere il marchese., che scampò all'agguato, informato da alcuni delatori. Il 12 settembre 1594 venne impiccato anche Ferrante Bertolotti, figlio di Alessio, reo di aver tramato contro il marchese. Nel 1596 Bertolotti fu intimato di lasciare gli stati gonzagheschi, ma egli compì un'ulteriore imboscata nelle vie di Castiglione contro alcuni dignitari di corte. La Repubblica di Venezia, tramite i rettori di Brescia, nel febbraio 1597, emisero un bando di condanna a morte per impiccagione contro Alessio Bertolotti e i suoi banditi.
Nella notte tra il 18 e il 19 agosto 1597, un gruppo di circa duecento congiurati, da lui capeggiati e prezzolati per impossessarsi del feudo castiglionese, penetrarono nel castello di Solferino e rapirono Marta Tana, madre di Francesco e vedova di Ferrante Gonzaga e l'ultimogenito Diego, allora solo quindicenne, con l'intento di utilizzarli per farsi aprire le porte del castello di Castiglione e uccidere Francesco. Portati a cavallo in loco, Marta Tana rifiutò con fermezza di assecondare i loro piani contro il figlio Francesco. I congiurati uccisero quindi Diego con un colpo di archibugio e infierirono su Marta Tana con varie pugnalate. L'assalto al castello fallì e Marta, dopo alcuni giorni di agonia, riuscì miracolosamente a salvarsi.
Dopo questa impresa, Bertolotti si sentì braccato ed abbandonato anche dal duca di Mantova. Lasciò le terre del mantovano ma  venne ucciso nei pressi di Reggiolo da un colpo di archibugio sparato da un manipolo di uomini inviati dalla Duchessa di Mantova Eleonora de' Medici. La notizia venne accolta a Castiglione al suono delle campane a festa.